# المسح على العمامة
المسح على العمامة هي رخصة جائرة بدلًا من مسح الرأس في الوضوء وفق شروط محددة لذلك. يجوز المسح على العمامة بدليل ما روى المغيرة  قال: «توضأ النبي صلى الله عليه وسلم ومسح على الخفين والعمامة» وعن عمرو بن أمية الضميري  قال:«رأيت النبي صلى الله عليه وسلم يمسح على عمامته»، وعن عمر رضي الله عنه قال: «من لم يطهره المسح على العمامة فلا طهره الله»، ولأن الرأس عضو سقط فرضه بالتيمم فجاز المسح على حائله كالقدمين.

## الشروط
- أن تكون ساترة لجميع الرأس إلا ما جرت العادة بكشفه فيعفى عنه.
- أن يكون لها ذؤابة، أو تكون محنكة يدار منها تحت الحنك كور، لأن ما لا ذؤابة لها ولا حنك تشبه عمائم أهل الذمة ولا مشقة في نزعها.
- أن يكون لبسها كمال الطهارة، وأن تكون مباحة.
- أن تكون على ذكر، فلا يصح أن تمسح المرأة على العمامة.